# The Priests
The Priests è un gruppo musicale composto da tre sacerdoti cattolici dell'Irlanda del Nord. Il trio è rappresentato da Padre Eugene O'Hagan, suo fratello Padre Martin e padre David Delargy. Il gruppo canta assieme sin da quando frequentavano il St MacNissi's College. Dopo aver firmato un contratto con la Sony Music, il gruppo registrò il suo album d'esordio nella propria terra natia e a Roma. Ebbero il permesso speciale di registrare alcune canzoni in location recording nella basilica di San Pietro.

## Storia del gruppo

### 2008 - 2009:The Priests
Il loro album del debutto è stato prodotto da Mike Hedges e Sally Herbert. Mike Hedges ha lavorato tra gli altri con gli U2, Dido and Manic Street Preachers. L'album è uscito in Irlanda il 14 novembre 2008 con la Epic Records ed è stato pubblicato in tredici paesi.
L'idea iniziale di creare questo album è nata da un dirigente della Epic Records, Nick Raphael, dopo aver ascoltato un loro demo.
Nel dicembre del 2008 sono entrati nel Guinness dei primati per il maggior numero di vendite di un album di debutto di musica classica, in così poco tempo.
L'album ha vinto il disco di platino in Irlanda, Regno Unito, Svezia, Norvegia e il disco d'oro in Nuova Zelanda, Canada e Spagna.
Il calendario del tour terrà conto, con un'espressa clausola inserita nel contratto stipulato con la casa discografica, degli impegni pastorali dei tre sacerdoti nelle rispettive parrocchie. La rivista cattolica inglese The Tablet ha rilevato come tale album abbia venduto 1 milione di copie in Irlanda.

### 2009 - oggi: Harmony e Noël
Il 23 novembre 2009 esce il loro secondo album, intitolato Harmony. L'album contiene, in alcune parti, discorsi del pontefice Benedetto XVI (quali un'omelia tenuta in francese in piazza San Pietro) ed è stato registrato in parte da Groovefarm in Location Recording all'interno della Città del Vaticano e in parte negli studi di Abbey Road a Londra.
Il disco è tra i candidati vincitori del Brit Awards del 2010 nella categoria musica classica.
Il 2 novembre 2010 viene pubblicato l'album Noël.

## Membri del gruppo
- Padre Eugene O'Hagan è parroco nella parrocchia di Ballyclare e Ballygowan e gli sono affidate due chiese: La Chiesa del Sacro Cuore di Gesù e la Chiesa della Sacra Famiglia. Diocesi di Down e Connor.
- Padre Martin O'Hagan è parroco nella parrocchia di Newtownards e Comber e gli sono affidate due chiese: la Chiesa di St. Patrick (Newtownards) e la Chiesa di Nostra Signora della Visitazione (Comber). Diocesi di Down e Connor.
- Padre David Delargy è parroco della parrocchia di Hannahstown e gli sono affidate due chiese: la Chiesa di San Giuseppe e la chiesa di San Pietro, la roccia, Diocesi di Down e Connor.

## Discografia
| Anno | Titolo                                                                                  | Posizione massima raggiunta | Posizione massima raggiunta | Posizione massima raggiunta | Posizione massima raggiunta | Posizione massima raggiunta | Posizione massima raggiunta | Posizione massima raggiunta | Posizione massima raggiunta | Posizione massima raggiunta | Posizione massima raggiunta | Posizione massima raggiunta | Posizione massima raggiunta | Posizione massima raggiunta |
| Anno | Titolo                                                                                  | IRE                         | AUS                         | NL                          | FIN                         | NZ                          | NOR                         | SWE                         | UK                          | FRA                         | SPA                         | SWI                         | BEL                         | U.S.                        |
| ---- | --------------------------------------------------------------------------------------- | --------------------------- | --------------------------- | --------------------------- | --------------------------- | --------------------------- | --------------------------- | --------------------------- | --------------------------- | --------------------------- | --------------------------- | --------------------------- | --------------------------- | --------------------------- |
| 2008 | The Priests 1º album studio - Pubblicazione: 14 novembre 2008 - Etichetta: Epic Records | 1                           | 6                           | 2                           | 2                           | 2                           | 1                           | 3                           | 5                           | 35                          | 7                           | 48                          | 7                           | 66                          |
| 2009 | Harmony 2º album studio - Pubblicazione: 23 novembre 2009 - Etichetta: Epic Records     | 7                           | 35                          | 60                          | —                           | 3                           | —                           | 1                           | 18                          | —                           | —                           | —                           | —                           | —                           |
| 2010 | Noël 3º album studio - Pubblicazione: 6 dicembre 2010 - Etichetta: Epic Records         | 9                           | -                           | 68                          | 46                          | 16                          | —                           | 23                          | 37                          | 171                         | —                           | —                           | —                           | —                           |
| 2016 | Alleluia 4º album studio - Pubblicazione: 7 ottobre 2016 - Etichetta: SWM7              |                             |                             |                             |                             |                             |                             |                             |                             |                             |                             |                             |                             |                             |